# Chlorurus atrilunula
Chlorurus atrilunula là một loài cá biển thuộc chi Chlorurus trong họ Cá mó. Loài này được mô tả lần đầu tiên vào năm 1983.

## Từ nguyên
Từ định danh của loài được ghép bởi hai từ trong tiếng Latinh: atri ("màu đen") và lunula ("hình lưỡi liềm"), hàm ý đề cập đến vệt hình lưỡi liềm trên vây đuôi của cá đực.

## Phạm vi phân bố và môi trường sống
C. atrilunula là một loài bản địa của vùng biển Tây Ấn Độ Dương. Loài này có phạm vi trải dài dọc theo vùng bờ biển Đông Phi (từ Kenya đến vịnh Sodwana, Nam Phi), bao gồm Madagascar và đảo Rodrigues. C. atrilunula sống xung quanh các rạn san hô trên nền đáy bùn, cát và đá vụn, ở độ sâu đến ít nhất là 25 m.

## Mô tả
C. atrilunula có chiều dài cơ thể tối đa được ghi nhận là 36 cm. C. atrilunula có thân hình bầu dục thuôn dài; mõm tròn. Cá đực có màu xanh lục lam với các lớp vảy được viền màu vàng hoặc màu hồng. Cuống đuôi có màu trắng với viền màu xanh lam và vàng ở rìa trên và dưới. Vây đuôi có một mảng màu xanh lam thẫm hình lưỡi liềm. Trên má và nắp mang có các vệt sọc hồng viền màu xanh lục. Cá cái có màu nâu (thân trên nhạt màu hơn), vảy có màu đỏ. Hai bên thân có các dải sọc trắng. Vây ngực màu vàng, đuôi màu trắng.

## Sinh thái
Thức ăn của C. atrilunula là tảo và san hô. C. atrilunula thường sống đơn độc và có tính cảnh giác cao khi bơi lang thang giữa các rạn san hô.